# William Carey
William Carey (Paulerspury, Northamptonshire, 1761. augusztus 17. – Serampore, India, 1834. június 9.) angol botanikus, protestáns misszionárius és baptista lelkész, akit a „modern misszió atyjának” neveznek. A Baptista Missziós Társaság egyik alapítója. Miközben egy dán gyarmaton, az indiai Serampore-ban végezte misszionáriusi tevékenységét, a Bibliát bengáli, szanszkrit és számos más nyelvre és nyelvjárásra fordította le. Legalább négy főiskola viseli Carey nevét: a William Carey International University a kaliforniai Pasadenában, a Carey Theological College, a Carey Baptist College és a Mississippi-beli William Carey University. Botanikai szakmunkákban nevének rövidítése: „Carey”.

## Ifjúkora
Edmund és Elizabeth Carey öt gyermeke közül elsőként született. Szülei szövőkként dolgoztak a northhamptonshire-i Paulerspuryben. William az anglikán egyházban nevelkedett. Hatéves volt, mikor édesapját a parókia sekrestyésének és a falu iskolájának igazgatójának jelölték. Carey gyermekként természetes kíváncsisággal rendelkezett, és érdekelték a természettudományok, főként a botanika. Veleszületett képessége volt a nyelvek tanulására, autodidakta módon tanulta a latint.
Tizenkét éves korában édesapja tanoncnak küldte egy cipészhez a közeli Hackleton falvába. Mestere, Clarke Nichols szintén az egyházhoz tartozott, egy másik tanonc, John Warr azonban disszenter (nem-anglikán protestáns) volt. Hatása miatt végül Carey elhagyta az anglikán egyházat és más disszenterekkel együtt egy kis közösségi gyülekezetet alapítottak Hackletonban. Míg Nichols tanoncaként dolgozott, egy főiskolát végzett helybeli segítségével tanította magát a görög nyelvre.
Amikor 1779-ben elhunyt Nichols, Carey egy másik helybeli cipésznél, Thomas Oldnál kezdett dolgozni. Old sógornőjét, Dorothy Plackettet vette el 1781-ben. Williammel ellentétben Dorothy írástudatlan volt; aláírása a házassági jegyzőkönyvben csupán egy durva kereszt. Hat gyermekük született, négy fiú és kettő lány; mindkét leány csecsemőkorában hunyt el, fiuk, Peter, 5 évesen. Olds is nem sokkal ezután meghalt, és Carey átvette az üzletét. Eközben tanította magát héberül, olaszul, hollandul, és franciául. Gyakran munkája közben olvasott, képes volt magába szívni az információt még a cipészi munkája közben is.

## A Baptista Missziós Társaság megalapítása
Carey egy helybeli, korlátozott engesztelést valló baptista közösségbe kezdett járni, amely akkoriban alakult. Ott ismerte meg többek között John Rylandet, John Sutcliffet és Andrew Fullert, akik az elkövetkező években közeli barátai lettek. Elhívták a gyülekezetükbe prédikálni egy közeli faluba, Bartonba, minden második vasárnap. 1783. október 5-én merítette be Ryland William Careyt, aki innentől baptista lett.
1785-ben a northamptonshire-i Moulton falu iskolaigazgatója lett. A helybeli baptista gyülekezet lelkészének is meghívták. Ebben az időszakban olvasta el Jonathan Edwards Beszámoló az elhunyt David Brainerd életénről c. könyvét és James Cook felfedezőnek a naplóit. Ekkor kezdett mélyebben foglalkozni a keresztény evangélium világra kiterjedő hirdetésének gondolatával. Barátja, Adrew Fuller 1781-ben nagy hatású röpiratot írt, melynek címe A minden elfogadást méltató evangélium, célja pedig az akkori baptista gyülekezeteket elsöprő hiper-kálvinista nézet megválaszolására íródott, mely szerint nem volt minden ember kötelessége elhinni az evangéliumot. 1786-ban, egy lelkészek találkozóján Carey felmerítette a gondolatot, hogy nem lenne-e felelőssége minden kereszténynek az evangéliumot világszerte terjeszteni. J. R. Ryland, John Ryland apja állítások szerint így válaszolt: „Fiatalember, üljön le; ha Istennek tetszésére válna a pogányokat megtéríteni, azt megtenné a te és az én segítségem nélkül.” Ryland fia, ifj. John Ryland cáfolja, hogy apja ilyen megjegyzést tett volna.
1789-ben Carey egy teljes idejű lelkipásztor lett, egy kis leicesteri baptista gyülekezetben. Három évvel később, 1792-ben kiadta az úttörő misszionárius nyilatkozatát, Vizsgálat a keresztények kötelességéről a pogányok megtérését illetően. Ez a rövid könyv öt részből áll. Az első rész egy teológiai igazolása a misszionáriusi tevékenységnek, érvelve Jézus parancsával, hogy tanítványai a Föld minden nemzetéből csináljanak tanítványokat (Máté 28:18-20), az minden kereszténynek kötelessége. A második része egy vázlatot mutat be a missziós tevékenységnek a történelméről, a korai gyülekezettől egészen David Brainerd és John Wesley-ig. A harmadik rész 26 oldalnyi táblázatot tartalmaz, mely a világ minden országáról mutatott terület-, népesség- és vallás-statisztikákat. Carey ezeket a tanár éveiben gyűjtötte össze. A negyedik rész különféle ellenvetéseket válaszol meg, ami a misszionáriusok elküldését illeti, mint például a nyelvtanulás nehézségei, és a életveszélyes helyzetek. Végül, az ötödik rész a baptista felekezet által létrehozandó missziós társaság ötletét veti fel, és leírja a gyakorlati módokat, amely által anyagilag fenn lehetne tartani. Carey nyilatkozatában körvonalazódik a misszió alapjait: keresztény felelősség, a meglévő anyagi források bölcs használata, és pontos információk.

Carey később egy missziót támogató prédikációt mondott, az Ézsaiás 54:2-3 igeszakaszt használva, melyben többször ismételte epigrammáját, amely a legismertebb idézetévé vált: 
Várj nagy dolgokat Istentől, vállalj nagy dolgokat Istenért.
 Carey végül legyőzte a misszionáriusi törekvés elleni ellenkezést, és 1792 októberében, Carey, Andrew Fuller, John Ryland, és John Sutcliffe alapító tagokkal alakult meg az a szervezet, amelyből később lett a Baptista Missziós Társaság. Ekkor gyakorlati dolgokra fordították figyelmüket, mint a tőke gyűjtése, illetve azzal a kérdéssel foglalkoztak, hogy hova összpontosítsák törekvéseiket. Egy orvosi misszionárius, Dr. John Thomas, aki Calcuttában járt, épp Angliában volt, támogatást gyűjteni; megegyeztek, hogy támogatják, és Carey-vel együtt elmennek Indiába.

## Korai indiai időszak
Carey, legidősebb fiával, Félix-szel, illetve Thomas, feleségével és lányával együtt indultak hajóval Londonból 1793 áprilisában. Dorothy Carey nem volt hajlandó Angliát otthagyni, mivel negyedik fiukkal volt terhes, és életében nem volt több, mint néhány kilométerre a házától; de még mielőtt elindultak, megint megkérték, hogy jöjjön velük, mire beleegyezett azzal a tudattal, hogy testvére, Kitty, eljön segíteni kihordani a csecsemőt. Útközben a Wight-szigetnél megállt a hajó, mert a kapitányt értesítették arról, hogy az expedíciója veszélyben áll, ha tovább viszi Kolkatába a misszionáriusokat, mivel a Brit Kelet-indiai társaság monopóliumát megszegte a jóvá nem hagyott utazásuk. A kapitány nélkülük utazott tovább, és Júniusig késleltettek, amikor Thomas végül talált egy Dán kapitányt aki kész volt elszállítani őket. Eközben Carey felesége, aki már szült, azzal a feltétellel egyezett bele az útba, ha a testvére is velük jön. Novemberben érkeztek meg Kolkatában.
A Kolkatában töltött első évükben a misszionáriusok keresték módját, hogyan tudnák magukat támogatni, és eközben megalapozni missziójukat. A bengáli nyelvet is elkezdték tanulni, hogy jobban tudjanak kommunikálni a helybeliekkel. Thomas egyik barátja két indigó gyár tulajdonosa volt, és szüksége volt igazgatókra, ezért Carey családjával északra költözött Mudnabatty-ba. Míg hat évig volt igazgatója Carey az indigógyárnak, a bengáli Újszövetség első kiadását írta meg, és elkezdte formálni azokat az alapelveket amelyre, a misszionárius-közösségét fogja alapozni; ebbe tartozik a kommunális életmód, anyagi önellátás, és bennszülött lelkészeknek a képzése. Fia, Peter, vérhasban halt meg, melynek következtében Dorothy idegösszeroppanást szenvedett, amelyből sosem épült fel.
Ez idő alatt a missziós társaság több misszionáriust is küldött Indiába. Ezek közül az első John Fountain volt, aki Mudnabattyban kezdett tanítani egy iskolában. Őt követte William Ward, egy nyomdász; Joshua Marshman, egy tanár; David Brunsdon, Marshman egyik diákja; és William Grant, aki három héttel érkezése után halt meg. Mivel a Kelet-indiai társaság és ellenszenves volt a misszionáriusokhoz, Serampore-ban, a Dán gyarmatban települtek le, ahol Carey 1800 január 10-én csatlakozott hozzájuk.

## Késői indiai időszak
Miután Serampore-ban letelepedett, a misszió vett egy házat, amely elég nagy volt ahhoz, hogy mindjájuk családját ellássa, és egy iskolát tudjanak nyitni, amelyet az anyagi támogatásuknak fő forrása volt. Ward egy nyomdát kezdett el, egy használt nyomdagéppel, és elkezdte a Bibliát bengáli nyelven nyomtatni. 1800 augusztusában Fountain vérhasban meghalt. Az év végére a missziónak sikerült az első hindu emberét megtéríteni, Krishna Pal-t. Megnyerték a helyi dán kormány jóindulatát, illetve Richard Wellesley-ét, India akkori kormányzó-tábornokáét.
A hinduknak a kereszténységre való áttérése kapcsán az a kérdés merült fel a misszionáriusokban, hogy helyénvaló volt-e az áttérteknek megtartani kasztjukat. 1802-ben Krishna Pal lánya, aki Sudra volt, egy Brahmin-t vett feleségül. Ez az esküvő nyílt kimutatása volt annak, hogy az egyház elutasítja a kasztrendszert.
Brundson és Thomas 1801 haltak meg. Ugyanabban az évben a kormányzó-tábornok létrehozta Fort William-et: egy főiskolát, amelynek célja a polgári szolgálatosok képzése volt. Careynek felajánlotta a bengáli nyelv professzori posztját. Carey főiskolai munkatársai közül voltak panditok (hindu tudósok), akiktől segítséget kért a bengáli Bibliájának a javításában. A szanszkrit és bengáli nyelvekről készített nyelvtan könyvet, és elkezdte a szanszkrit nyelvre való Biblia-fordítást is. Befolyásolta a kormányzó-tábornokot, hogy a csecsemő-áldozat és az özvegy-égetés hagyományait megszüntessék, miután a panditokkal konzultált, és megállapították, hogy a Hindu Szent Írásokban nincs alapjuk (habár az özvegy-égetést egészen 1829-ig nem tiltották be).
Dorothy Carey 1807-ben halt meg. Már rég nem volt hasznos tagja a missziónak, sőt csak hátráltatta a munkájukban. John Marshman írta meg Careyről, hogy dolgozgatott a tanulmányain és fordításain, „…míg egy őrült feleség, aki gyakran egy zavaróan feldúlt állapotban volt a másik szobában…”. Carey egy évvel később elvette Charlotte Rhumohr, gyülekezetének egyik dán tagját, aki Dorothyval szemben intellektuális párja volt Williamnek. 13 évig éltek házasságban, Charlotte haláláig.
A misszió nyomdájában készültek bengáli, szanszkrit, és egyéb fő nyelvek és nyelvjárások Bibliái. Ezekből a nyelvekből sok nem jelent még nyomtatottan; William Wardnak saját kezével kellett a nyomdaelemeket készítenie a különleges karakterekhez. Carey elkezdett fordítani irodalmi alkotásokat és szent írásokat az eredeti szanszkritból angolra, hogy saját honfitársai is el tudják olvasni. 1812 március 11-én egy tűz tört ki a nyomdában amely £ 10.000 kárt okozott. Elveszett sok pótolhatatlan kézirat, beleértve sok lefordított szanszkrit irodalmi mű, és egy többnyelvű szanszkrit szótár, azzal hasonló nyelvekkel, amely egy nagy értékű filológiai mű lett volna, ha elkészült volna. Viszont maga a nyomdagép megmenekült, és a misszió hat hónapon belül már megint tudott nyomtatni. Carey életében a misszió 44 nyelvben és nyelvjárásban adott ki teljes Bibliát vagy részleteket.
Még 1812-ben Adoniram Judson, egy amerikai misszionárius, aki épp Indiába tartott, tanulmányozta a Bibliát, hogy mit tanít a bemerítkezésről, hogy felkészüljön a Carey-vel való találkozásra. A tanulmányai arra vezették, hogy baptista legyen. Carey biztatta az amerikai baptistákat, hogy vegyék át Judson támogatásának felelősségét. Ennek hatására 1814-ben alakult meg az első amerikai baptista missziós bizottság. Legtöbb mai amerikai baptista felekezet ennek a gyűlésnek a leszármazottja.
1818-ban a misszió megalapította a Serampore főiskolát, hogy helybeli lelkészeket képezzenek ki a növekvő egyháznak ellátására, és hogy bárkit ki tudjon képezni a művészetekből vagy tudományokból, kaszttól és nemzettől függetlenül. Dánia királya 1827-ben a főiskolát hivatalosan elismerte mint diplomát adó főiskola. Ez volt az első ilyen Ázsiában.
1821-ben halt meg Charlotte, Carey második felesége, majd őt követte legidősebb fia, Felix. 1823-ban elvett egy Grace Hughes nevű özvegyet.
Belső viszálykodás kezdett alakulni a Missziós Társaságon belül, ahogyan számban egyre növekedtek, az idősebb misszionáriusok sorban meghaltak, és helyüket fiatalabb, kevésbé tapasztalt emberek vették át. Érkeztek új misszionáriusok, akik nem voltak hajlandóak a kifejődött kommunális életmódot folytatni, az egyik még „külön házat, istállót, és szolgákat” követelt. Az új misszionáriusok – akik nem voltak hozzászokva a szorgalmas munkamódszerhez, amelyet Carey, Ward és Marshman magukénak vallottak – az idősebbeket valamelyest diktatórikusnak gondolták, olyan munkákat osztottak ki nekik, amiket nem kívántak.
Andrew Fuller, aki Angliában volt a Társaságnak a titkára 1815-ben halt meg. Utódja, John Dyer, bürokrata volt, aki üzleti szempontból próbálta átrendezni a Társaságot, és a serampore-i missziónak minden részletét Angliából próbálta intézni. A nézeteltéréseiket nem tudták rendezni, ezért Carey megszüntette kapcsolatát azzal a missziós társasággal, amit ő maga indított, és a főiskola területére költözött. Csendes életet élt 1834-ben bekövetkező haláláig, javítva a bengáli Biblián, prédikálva, és diákokat tanítva. 1834. június 9-én hunyt el.

## Családi élet
A Carey-ről szóló életrajzok, mint amiket F. D. Walker és J. B. Myers írtak, csupán érintőlegesen említik Carey nehézségeit, amint azok felesége, Dorothynak a mentális problémái és összeroppanásából folytak, még az indiai misszió korai éveiben. Beck életrajza Dorothy Careyről egy részletesebb képet fest: William Carey egész családját gyökerestül kirántotta az ismert világból, és egy teljesen ismeretlen és nehéz (főleg egy tanulatlan 18. századi angol paraszti háttérből jövő asszony számára) környezetbe és kultúrába helyezte. Dorothynak nehézségei támadtak az alkalmazkodásban érzelmileg, és végül mentálisan is. Férje nem tudott segíteni, mert nem tudta mit kezdjen a helyzettel. Carey az Angliában lévő testvéreinek is írt 1795-ben, mondva: „Már egy ideje fennáll a veszélye annak, hogy elveszik az életem. Az irigység az, ami az elméjét háborgatja.”
Dorothy idegösszeroppanása („míg William Carey az első indiai megtérőjét és fiát, Felixet, merítette be, a felesége be volt zárva a szobájába, őrült dühöngésben.”) más, elkerülhetetlen családi problémákhoz is vezetett. Joshua Marshman le volt döbbenve, hogy mennyire elhanyagolta Carey a 4 fiát, amikor először találkozott a családdal 1800-ban. A fiúk, akik akkor 4, 7, 12 és 15 évesek voltak tiszteletlenek, neveletlenek, és tanulatlanok voltak. Carey nemhogy elkényeztette őket, csupán csak figyelmen kívül hagyta őket[forrás?].

## Eszkatólógia
Iain Murray: A Puritánus Remény című tanulmányát leszámítva, Carey számos életrajzában kevesebb figyelmet fordítottak a posztmilleniáris eszkatológiájára, mint a saját misszionáriusi nyilatkozatában; még Bruce J. Nichols "William Carey Teológiája" c. cikkében sem. Carey kálvinista volt, és posztmilleniáris nézeteket vallott. Még az a két disszertáció, amely feldolgozza munkásságát (írták Oussoren és Potts) figyelmen kívül hagyják teológiájának jelentős részeit. Egyik sem említi meg eszkatológiai nézeteit, amelyek nagy szerepet játszottak misszionáriusi buzgóságában. Egy kivétel lelhető, amelyet Carey első feleségéről, James Beck által írt életrajzában található, említi a személyes optimizmusát az "A jövő iránti hozzáállás" c. fejezetben, de ez sem említi a posztmilleniáris teológiájának köszönhető világmisszióról szóló optimizmusát.

## Carey életének kronológiája
- 1761 Született a northamptoni Paulerspury-ben, Angliában, augusztus 17-én
- 1777 Cipészként kezd dolgozni
- 1779 Imaalkalom, amely megváltoztatta az életét; február 10.
- 1783 Mr. Ryland bemeríti; október 5.
- 1786 Szolgálatba-hívás Olney-ban; augusztus 10.
- 1792 Kiadja "Vizsgálat..." röpiratát
  - Megalapítják a Baptista Missziós Társaságot; október 2.
- 1793 Indiába jelölik ki misszionáriusként; január 10.
  - Megérkezik Kolkatában; november 11.
- 1786 5 éves fia, Peter meghal; október 11.
- 1796 Bemerít egy portugált, az első megtérőjét
- 1800 Serampore-ba költözik; január 10.
  - Bemeríti Krishna Palt, az első bengáli megtérőjét; december 28.
  - A Fort Williams Főiskolán választják meg a szanszkrit és bengáli nyelvek professzorának
- 1801 Befejezi az Újszövetséget bengáli nyelven; február 7.
- 1803 Önfenntartó missziós társaságot alapít
- 1807 Dorothy Carey halála
- 1808 Kiadják az Újszövetséget szanszkrit nyelven
  - Feleségül veszi Charlotte Emilia Rumohr-t.
- 1809 Befejezi a Biblia bengáli nyelvre való lefordítását, június 24.
- 1811 Kiadják az Újszövetséget maráthi nyelven
- 1815 Kiadják az Újszövetséget pandzsábi nyelven
- 1818 Édesapja meghal; június 15.
- 1818 Kiadják az Ószövetséget szanszkrit nyelven
- 1820 Kiadják az Ószövetséget maráthi nyelven
- 1821 Megnyílik a Serampore főiskola
  - Meghal második felesége, Charlotte
- 1823 Elveszi Grace Hughes-t
- 1825 Elkészíti a bengáli-angol szótárt
- 1829 Carey törekvései miatt betiltják az özvegy-égetés hagyományát; december 4.
- 1834 Meghal Serampore-ban; június 4.
- 1835 Meghal harmadik felesége, Grace